# Prosopocera humeralis
Prosopocera humeralis är en skalbaggsart som beskrevs av Stefan von Breuning 1938. Prosopocera humeralis ingår i släktet Prosopocera och familjen långhorningar. Inga underarter finns listade i Catalogue of Life.